# Ambilimbus spinulosus
Ambilimbus spinulosus is een eenoogkreeftjessoort uit de familie van de Erebonasteridae. De wetenschappelijke naam van de soort is voor het eerst geldig gepubliceerd in 1989 door Humes.